# گورگن شاکاریان
گورگن آندرئاسی شاکاریان (ارمنی: Գուրգեն Անդրեասի Շաքարյան؛  زادهٔ ۷ نوامبر ۱۹۰۸ - درگذشته ۲ فوریهٔ ۱۹۹۰) یک دام‌پزشک و میکروب‌شناس اهل ارمنستان بود.

## زندگی‌نامه
در ۷ نوامبر ۱۹۰۸ در باکو به دنیا آمد و از انستیتو دام‌پروری و دام‌پزشکی ایروان (۱۹۳۲) فارغ‌التحصیل شد. لیودمیلا دانیلیان همسر وی بود. وی در انستیتو دام‌پروری و دام‌پزشکی ایروان فعالیت می‌کرد.  وی همچنین برنده دانشمند شایسته ارمنستان شوروی (۱۹۶۵) و نشان برجسته افتخار شده است. وی در ۲ فوریهٔ ۱۹۹۰ در سن ۸۱ سالگی در ایروان درگذشت.

## یادداشت
1. ↑  անասնաբուժական գիտությունների դոկտոր